# Sány
Sány jsou obec v okrese Nymburk ve Středočeském kraji. Leží necelých deset kilometrů jihovýchodně od Poděbrad. Žije zde 594 obyvatel.

## Historie
První písemná zmínka o obci pochází z roku 1352.
V obci Sány (821 obyvatel, poštovní úřad, telefonní úřad, telegrafní úřad, katol. kostel) byly v roce 1932 evidovány tyto živnosti a obchody: 2 výrobny cementového zboží, cihelna, hospodářské strojní družstvo, 4 hostince, kapelník, 2 koláři, kovář, 4 krejčí, obchod s máslem a vejci, mlýn, 2 obuvníci, pila, 4 pojišťovací jednatelství, výroba razítek, 4 rolníci, 3 řezníci, 3 obchody se smíšeným zbožím, sedlář, spořitelní a záložní spolek pro Sány, 2 švadleny, trafika, 2 truhláři, 2 obchody se zemskými plodinami, obchod se zvěřinou a drůbeží.

## Obyvatelstvo
| Rok            | 1869 | 1880 | 1890 | 1900 | 1910 | 1921 | 1930 | 1950 | 1961 | 1970 | 1980 | 1991 | 2001 | 2011 | 2021 |
| -------------- | ---- | ---- | ---- | ---- | ---- | ---- | ---- | ---- | ---- | ---- | ---- | ---- | ---- | ---- | ---- |
| Počet obyvatel | 613  | 732  | 698  | 732  | 819  | 832  | 821  | 658  | 621  | 610  | 531  | 466  | 437  | 475  | 559  |
| Počet domů     | 89   | 119  | 120  | 132  | 159  | 172  | 202  | 214  | 208  | 198  | 175  | 208  | 227  | 231  | 262  |

## Obecní správa

### Územněsprávní začlenění
Dějiny územněsprávního začleňování zahrnují období od roku 1850 do současnosti. V chronologickém přehledu je uvedena územně administrativní příslušnost obce v roce, kdy ke změně došlo:
- 1850 země česká, kraj Jičín, politický okres Poděbrady, soudní okres Městec Králové[7]
- 1855 země česká, kraj Jičín, soudní okres Městec Králové
- 1868 země česká, politický okres Poděbrady, soudní okres Městec Králové
- 1939 země česká, Oberlandrat Kolín, politický okres Poděbrady, soudní okres Městec Králové[8]
- 1942 země česká, Oberlandrat Hradec Králové, politický okres Nymburk, soudní okres Městec Králové[9]
- 1945 země česká, správní okres Poděbrady, soudní okres Městec Králové[10]
- 1949 Pražský kraj, okres Poděbrady[11]
- 1960 Středočeský kraj, okres Nymburk
- 2003 Středočeský kraj, okres Nymburk, obec s rozšířenou působností Poděbrady

### Obecní symboly
Znak a vlajka byly obci uděleny rozhodnutím předsedy Poslanecké sněmovny Parlamentu České republiky dne 25. března 2005.

## Doprava
Dopravní síť
- Pozemní komunikace – Do obce vede silnice III. třídy. Územím obce vede dálnice D11, nejbližší exit 50 (Dobšice) je ve vzdálenosti 3,5 kilometru.
- Železnice – Obec leží na železniční Velký Osek - Chlumec nad Cidlinou - Hradec Králové. Je to jednokolejná elektrizovaná celostátní trať, doprava v úseku Velký Osek – Chlumec nad Cidlinou byla zahájena roku 1870. Železniční zastávka Sány leží v sousedním katastrálním území Opolánky.

Veřejná doprava 2011
- Autobusová doprava – Z obce vedly autobusové linky např. do těchto cílů: Kolín, Libice nad Cidlinou, Městec Králové, Poděbrady, Žehuň (dopravce Okresní autobusová doprava Kolín, s. r. o.).
- Železniční doprava – Železniční zastávkou Sány jezdilo v pracovní dny 7 párů spěšných vlaků Kolín – Trutnov a 2 páry osobních vlaků, o víkendech 6 párů spěšných vlaků a 1 pár osobních vlaků.

## Pamětihodnosti
- Kostel svatého Ondřeje – první zmínka o kostele pochází z roku 1352
- V obci stával dvůr Jana Čapka ze Sán

## Rodáci
- Václav Příhoda (1889–1979), pedagog
- Jan Čapek ze Sán († po roce 1445), husitský polní hejtman